# Agrias aedon
Espèce
Agrias aedon est une espèce d'insectes lépidoptères de la famille des Nymphalidae et de la sous-famille des Charaxinae et du genre Agrias.

## Dénomination
Agrias aedon a été décrit par William Chapman Hewitson en 1848.

### Noms vernaculaires
Agrias aedon se nomme Aedon Agrias en anglais et Agrias aedon rodriguezi Great Agrias.

### Sous-espèces
- Agrias aedon aedon; présent en Colombie et au Venezuela.
- Agrias aedon pepitoensis Michael, 1930; présent en Colombie.
- Agrias aedon rodriguezi Schaus, 1918: présent au Mexique, au Guatemala et au Costa Rica[1].
- Agrias aedon toyodai Hirata et MiYagawa, 2004; au Costa Rica[3]. L'existence en tant que sous-espèce reste controversée et n'est pas admise par Gerardo Lamas.

## Description
Agrias aedon est un papillon d'une envergure de 46 mm à 51 mm, au bord externe des ailes antérieures concave et bord externe des ailes antérieures et postérieures légèrement festonné. La face supérieure est noire avec aux ailes antérieures une partie basale rouge et une large bande bleue qui ne laisse que l'apex noir et aux ailes postérieures une flaque bleue triangulaire entre n2 et n6.
Le revers est beige avec aux ailes antérieures la même étendue rouge bordée de marron et l'apex beige alors que les ailes postérieures sont beige ornementées de lignes de marques marron et d'une ligne submarginale d'ocelles bleus centrés de blanc.

## Écologie et distribution
Agrias aedon est présent au Mexique, au Guatemala, au Costa Rica, en Colombie, au Brésil et au Venezuela,.

### Biotope
Agrias aedon réside en bordure de forêt.

### Protection
Pas de statut de protection particulier.